# Stanley Weber
Pour les articles homonymes, voir Weber.
Stanley Weber est un acteur et metteur en scène français, né le 13 juillet 1986 à Paris.

## Biographie
Il est le fils du comédien Jacques Weber.
Élève du Cours Florent en 2004, il entre au Conservatoire national supérieur d'art dramatique en 2008. Il est d'abord l'élève de Daniel Mesguich puis part en Angleterre pour suivre une année de formation à la London Academy of Music and Dramatic Art. Revenu en France, il intègre, pour sa troisième année de conservatoire, la classe de Jean-Damien Barbin.

## Filmographie

### Cinéma

#### Longs métrages
- 2008 : Le Premier Jour du reste de ta vie de Rémi Bezançon : Éric
- 2010 : Pieds nus sur les limaces de Fabienne Berthaud
- 2012 : Thérèse Desqueyroux de Claude Miller : Jean Azevedo
- 2012 : La Bande Picasso de Fernando Colomo : Georges Braque
- 2013 : Cheba Louisa de Françoise Charpiat : Fred
- 2013 : Trap for Cinderella de Iain Softley : Serge
- 2013 : Violette de Martin Provost : le jeune maçon
- 2013 : We Love Happy Endings ! de John McKay (en) : Tom Duval
- 2013 : Sous les jupes des filles d'Audrey Dana : James Gordon
- 2014 : Sword of Vengeance de Jim Weedon : Shadow Walker
- 2015 : L'Origine de la violence d'Élie Chouraqui : Nathan Wagner
- 2015 : Quand je ne dors pas de Tommy Webber : Jérôme
- 2016 : Tête de chien de Tommy Webber : Romian
- 2016 : Let me go de Polly Steele : Serges
- 2016 : Paula de Christian Schwochow : George
- 2017 : Last Crusade - Les Gardiens de la relique (Pilgrimage) de Brendan Muldowney : le cistercien frère Gerladus

#### Courts métrages
- 2006 : Mauvaise Prise de Benoît Jeannot
- 2007 : À l'hôtel elle alla, elle le tu là d'Éponine Momenceau
- 2007 : Tim de Jacques Girault
- 2009 : Qu'est-ce qu'on fait ? d'André Cavaillé
- 2012 : Da Coda de Chloé Bourgès
- 2013 : Aurélia de Jade Courtney Edwards
- 2013 : Le Maillot de bain de Mathilde Bayl : Stéphane
- 2017 : Two Black Coffees de Michael Driscoll : le boss
- 2017 : Adieu Bohème de Cosme Castro et Jeanne Frenkel : l'acteur guinguette
- 2018 : The Great Newman de Suzie Q et Leo Siboni

### Télévision
- 2007 : Le Vrai Coupable de Francis Huster (téléfilm) : Dimitri Kuchinsky
- 2008 : Figaro, d'après les pièces de Beaumarchais, de Jacques Weber (téléfilm) : Chérubin
- 2008 : La Dame de Monsoreau de Michel Hassan (téléfilm) : Capitaine Delmas
- 2008 : Juste un peu d'@mour de Nicolas Herdt (téléfilm) : Marc
- 2009 : Louis XV, le soleil noir de Thierry Binisti (téléfilm) : Louis XV
- 2009 : Any Human Heart de Michael Samuels (mini série tv) : le détective suisse
- 2010 : Hercule Poirot, saison 12, épisode 3 Le Crime de l'Orient-Express : Comte Andrenyi
- 2011-2014 : Borgia (série télévisée) : Juan Borgia / Cardinal Francesco Borgia
- 2012 : The Hollow Crown, saison 1, épisode 4 Henry V : Charles, duc d'Orléans
- 2014 : La Clinique du docteur Blanche de Sarah Lévy (téléfilm) : docteur Émile Blanche
- 2016 : Outlander : le comte Saint-Germain
- 2017 : La Sainte Famille de Marion Sarraut (téléfilm)
- 2018 : Britannia, saison 1 (série tv) : Lindon
- 2019 : Berlin Station, créé par Olen Steinhauer, saison 3, épisodes 6 et 7 (série tv) : Leo Morillon
- 2019 : Mouche de Jeanne Herry (série tv)
- 2019 : Le Temps est assassin de Claude-Michel Rome
- 2019 : Noces d'or de Nader T. Homayoun
- 2021 : Une affaire française de Christophe Lamotte
- 2021 : Fugueuse de Jérôme Cornuau
- 2021 : L'Homme que j'ai condamné de Laure de Butler
- 2021 : L'Île aux trente cercueils de Frédéric Mermoud
- 2023 : Les Gouttes de Dieu de Quoc Dang Tran : Alexandre Léger
- 2024 : Mister Spade de Scott Frank (série télévisée)
- 2024 : Une amitié dangereuse d'Alain Tasma : Duc de Chevreuse
- 2024 : Savoring Paris de Clare Niederpruem : Serge
- 2025 : Black Mirror, saison 7
- 2026 : Vendetta d'Ange Basterga
- 2026 : Un crime (presque) parfait de Christophe Douchand

### Clip
- 2019 : Des larmes de Mylène Farmer, réalisé par Marcel Hartmann
- 2020 : There's Fire (Retrieval) de Cesar Chouraqui et The Idem Colony, réalisé par Mathieu Brelière
- 2021 : Fou de Sébastien Delage, réalisé par Olivier Chenille

## Théâtre
- 2005 : Le Mal à dire, mise en scène Léon Masson
- 2006 : Richard Ier Cœur de Lion, mise en scène Vytas Kraujelis
- 2007 : La Nuit s'est abattue comme une vache, mise en scène Léon Masson
- 2007 : Si ce n'est toi, mise en scène Charles Petit
- 2008 : Macbeth de William Shakespeare, mise en scène Katharina Stegemann
- 2008 : L'Épouvantail d'après Garry Michael White, co-mise en scène avec Pierre Giafferi
- 2008 : Le Chevalier de la lune, co-mise en scène avec Pierre Giafferi
- 2008 : Comment prendre 5 ans en l'espace de 2 h d'avion ?, uniquement mise en scène
- 2009 : César, Fanny, Marius d'après Marcel Pagnol, mise en scène Francis Huster : Marius
- 2010 : Macbeth de William Shakespeare, mise en scène John Baxter
- 2010 : Much ado about nothing de William Shakespeare, mise en scène Stephen Jameson
- 2012 : L'Épreuve de Marivaux, mise en scène Clément Hervieu-Léger, Scène nationale Évreux-Louviers, Théâtre de l'Ouest parisien, Théâtre des Treize Vents, Théâtre Firmin Gémier / La Piscine, Théâtre de l'Union, tournée
- 2015 : Anna Christie d'Eugène O'Neill, mise en scène Jean-Louis Martinelli, Théâtre de l'Atelier
- 2017 : Le Pays Lointain de Jean-Luc Lagarce, mise en scène Clément Hervieu-Léger, Théâtre national de Strasbourg
- 2018 : Le Pays Lointain de Jean-Luc Lagarce, mise en scène Clément Hervieu-Léger, Théâtre des Célestins, tournée